# Dominique Da Sylva
Dominique Da Sylva (ur. 16 sierpnia 1989 w Nawakszut) – mauretański piłkarz występujący na pozycji napastnika. Zawodnik klubu Al-Ahly Kair.

## Kariera klubowa
Da Sylva urodził się w Mauretanii w rodzinie pochodzącej z Gwinei Bissau. Karierę rozpoczynał w akademii piłkarskiej Académie de Football Nawakszut. W 2007 roku trafił do tunezyjskiego CS Sfaxien, z którym w 2009 roku zdobył Puchar Tunezji. Na początku 2011 roku odszedł do egipskiego Al-Ahly Kair. Dwukrotnie zdobył z nim mistrzostwo Egiptu (2011, 2013). W 2014 roku odszedł do Zamaleku, z którym w tym samym roku triumfował w rozgrywkach Pucharu Egiptu.
W latach 2014–2016 Da Sylva grał w zespole Al Urooba z drugiej ligi Zjednoczonych Emiratów Arabskich. W 2016 roku został zawodnikiem cypryjskiego Ermisu Aradipu. Następnie grał w wietnamskich Thành phố Hồ Chí Minh FC i Sài Gòn FC oraz malezyjskich Terengganu FC i Kuala Lumpur City.

## Kariera reprezentacyjna
W reprezentacji Mauretanii Da Sylva zadebiutował w 2007 roku.